# New World Pictures
New World Pictures (cunoscut și ca New World Entertainment și New World Communications Group, Inc.) a fost o companie independentă de producție, distribuție și (în ultimii săi ani ca o entitate autonomă) multimedia. A fost fondată în 1970 de Roger Corman și Gene Corman ca New World Pictures, Ltd., un producător și distribuitor de filme, extinsându-se eventual în producție de televiziune în 1984. New World eventual s-a extins în radioteleviziune cu achiziția a șapte stații de televiziune în 1993, cu unitatea de radioteleviziune extinzându-se prin achiziții adiționale realizate în cursul anului 1994.
20th Century Fox (atunci deținut în întregime de News Corporation), controlat de Rupert Murdoch, a devenit un investitor major în 1994 și a cumpărat compania de-a dreptul în 1997; alianța cu Murdoch, specific printr-un acord de afiliere de grup cu New World ajunsă între cele două companii în mai 1994, a ajutat la consolidarea rețelei Fox ca a patra rețea de televiziune majoră americană.
Deși efectiv defunct, ea continuă să existe ca holdinguri în cadrul structurii corporative a Fox Corporation alături de diverse filiale regionale (e.g. "New World Communications of Tampa").
Co-fondatorul New World Pictures Gene Corman a murit la domiciliul său din Beverly Hills, California, pe 28 septembrie 2020, la vârsta de 93 de ani. Roger Corman ulterior a murit la domiciliul său din Santa Monica, California, pe 9 mai 2024, la vârsta de 98 de ani.